# Varvara Mjasnikova
Varvara Mjasnikova (San Pietroburgo, 3 ottobre 1900 – Mosca, 22 aprile 1978) è stata un'attrice sovietica.

## Filmografia parziale

### Attrice
- Ciapaiev, regia di Georgij Vasil'ev e Sergej Vasil'ev (1934)
- Voločaevskie dni, regia di Georgij Vasil'ev e Sergej Vasil'ev (1937)
- Oborona Caricyna, regia di Georgij Vasil'ev e Sergej Vasil'ev (1942)
- Zoluška, regia di Nadežda Koševerova e Michail Šapiro (1947)

## Premi
- Artista onorato della RSFSR